# Жинишке (Казыгуртский район)
Жинишке (каз. Жіңішке) — село в Казыгуртском районе Туркестанской области Казахстана. Входит в состав Шарапхананского сельского округа. Код КАТО — 514057300.

## Население
В 1999 году население села составляло 1020 человек (515 мужчин и 505 женщин). По данным переписи 2009 года, в селе проживали 1364 человека (706 мужчин и 658 женщин).